# Onyx (Testsoftware)
ONYX Testsuite ist eine Software zur Durchführung elektronischer Prüfungen auf Basis des IMS-QTI-2.1-Standards, die in Kooperation mit den sächsischen Hochschulen durch die BPS Bildungsportal Sachsen GmbH entwickelt wurde.
Die ONYX Testsuite ermöglicht die Erstellung und Durchführung von Tests, Prüfungen und Fragebögen auf verschiedenen Endgeräten und in verschiedenen Einsatzszenarien. ONYX wurde als eigenständige Anwendung entwickelt, kann aber vollständig in andere Systemumgebungen integriert werden. So ist die ONYX Testsuite als umfassendes E-Assessment-Werkzeug vollständig in die Lernplattform OPAL integriert. Die vorhandene IMS LTI-Schnittstelle ermöglicht ebenso die Integration von ONYX in andere Lernplattformen wie Moodle oder ILIAS.

## Features

### Test
- Möglichkeit zur Zeitbeschränkung für den gesamten Test oder einzelne Testseiten
- Unterstützung verschiedener Navigationsprinzipien (linear und nicht linear, Navigation über Vor- und Zurück-Buttons, Navigationsbaum oder durch automatische Weiterschaltung nach Ablauf der Zeit für die Testseite)
- Unterstützung von Auswertungsregeln zur Lernwegsteuerung
- Unterstützung verschiedener Auswertungsprinzipien (Auswertung nach jedem Item oder für den gesamten Test) – [in Bearbeitung]
- Möglichkeit zur Teststrukturierung (Gliederung in Testabschnitte und Testsektionen, Anzeige von einer oder mehreren Aufgaben pro Seite)
- Unterstützung von Auswertungsregeln zur Bestimmung einer Bewertung oder ähnlichem für den Test oder Testabschnitte
- Möglichkeit zur Definition von Wiederholungsversuchen – [in Bearbeitung]
- Möglichkeit zur Anzeige von Feedback und individuellen Bewertungsvariablen (testspezifisch) für den Lerner – [in Bearbeitung]
- Testen in Moodle – Nutzung von ONYX-Tests als Moodle-Kursaktivität

### Aufgaben
- Unterstützung verschiedener Interaktionsmöglichkeiten (u. a. Single und Multiple Choice, Matrix-Zuordnung, Drag-and-Drop-Zuordnung, Lückentext, Reihenfolge, Hotspot-Auswahl, Texteingabe, Audioaufnahme, Programmieraufgabe, Regulärer Ausdruck)
- Unterstützung von verschiedenen Medien (Audio und Bilder) sowie XHTML-Auszeichnungen innerhalb der Aufgabenstellung (seiten- oder aufgabenbezogen) und innerhalb der einzelnen Interaktionbestandteile (u. a. Auswahl-, Zuordnungs- oder Reihenfolgeelemente)
- Unterstützung einer Vollständigkeitskontrolle und die Möglichkeit, Minimal- und Maximal-Attribute für die verschiedenen Interaktionen zu definieren
- Möglichkeit zur Anzeige von Feedback und individuellen Bewertungsvariablen (aufgabenspezifisch) für den Lerner
- Möglichkeit zur Beschränkung von Wiederholungsversuchen

## Lizenz
Die ONYX Testsuite gibt es in folgenden Ausführungen:
- kostenlose Grundversion mit eingeschränkten Aufgabentypen und Funktionalitäten
- kostenpflichtige Vollversion mit Zugriff auf alle Aufgabentypen und Funktionalitäten
- kostenpflichtige Vollversion, integriert in das Lernmanagementsystem OPAL Learn-Cloud, mit Zugriff auf alle Aufgabentypen und Funktionalitäten
- edu-sharing ist lizenzkostenfrei